# Горні Ключаровці
Горні Ключаровці (словен. Gornji Ključarovci) — поселення в общині Светий Томаж, Подравський регіон‎, Словенія.